# La figlia della Madonna (film)
La figlia della Madonna è un film del 1949, diretto da Roberto Bianchi Montero.

## Produzione
Il film è ascrivibile al filone dei melodrammi sentimentali, comunemente detto strappalacrime, molto in voga tra il pubblico italiano negli anni del secondo dopoguerra (1945-1955), in seguito ribattezzato dalla critica con il termine neorealismo d'appendice.

## Distribuzione
Il film venne distribuito nel circuito cinematografico italiano il 7 settembre del 1949.